# Peter Shaw Ashton
Peter Shaw Ashton (né le 27 juin 1934) est un botaniste britannique. Il est professeur Charles Bullard de foresterie à l'Université Harvard et directeur de l'Arboretum Arnold de 1978 à 1987. 

## Carrière
Né en Angleterre à Boscombe (Bournemouth), Ashton obtient son B.A. en Biologie (1956), M.A. en Biologie (1960) et Ph.D. Botanique (1960) de l'Université de Cambridge. Il travaille pendant de nombreuses années sur des projets de recherche pour promouvoir la conservation et l'utilisation durable des forêts tropicales, et joue un rôle déterminant dans le projet du Center for Tropical Forest Science (en) visant à formuler un réseau de parcelles dynamiques forestières qui sont régulièrement étudiées pour échantillonner la santé des forêts tropicales ; il remporte le Prix japonais pour cela en 2007. 
En 1983, Ashton est élu membre de l'Académie américaine des arts et des sciences. Il est élu membre honoraire de l'Association pour la biologie tropicale et la conservation (ATBC) lors de la réunion annuelle de l'ATBC qui s'est tenue à Kunming, en Chine, en 2006. En 2015, l'ATBC créé en son honneur le prix Peter Ashton, décerné chaque année à l'article exceptionnel publié dans la revue Biotropica par un étudiant. 